# ناحية بئر الحلو الوردية
ناحية بئر الحلو الوردية إحدى نواحي سوريا تتبع إداريّاً لمحافظة الحسكة منطقة مركز الحسكة ومركزها بلدة بئر الحلو الوردية، بلغ تعداد سكان الناحية 38,833 نسمة حسب التعداد السكاني لعام 2004.

## بلدات وقرى ناحية بئر الحلو الوردية

### أ
- العادلة
- الأبيطخ
- الأصيبخ
- العطشانة
- البصيرية
- البواب
- البوير
- الجسعة
- الحجلة
- السادة
- المعيزيلة
- أم الروس شمالي
- السكمان
- الشكر
- السيباط
- أم الطواريج
- أم حجرة قولو
- أصالة
- الصابرية
- العاقلة
- الفايج
- أم حجرة الوردية
- أبو حجيرة

### ب
- بدر
- بئر الحلو الوردية
- بئر الحلو العطشانة

### ت
- تل أمير صغير
- تل أمير كبير
- تل إبريق
- تل الحمدي
- تل زبيب
- تل صاهود
- تل عظام
- تل غربال تحتاني
- تل مناخ كبير
- تل براك
- تل العبد
- تل الفرس
- تل السمن
- تل مسطي
- تل شعبان
- تل رفعت

### ح
- حلوة عرب
- حلوة كلش

### خ
- خبيرات
- خربة الشيخ أحمد
- خزنة تحتاني
- خويلد تحتاني
- خويلد فوقاني
- خربة حواس
- خراب عبد السيد
- خراب غزال
- خربة الريس
- خربة السويفات

### د
- درجة
- دفة

### ر
- رجم الفنوش
- رجم الطفيحي

### س
- سعيد
- سكمان العلي
- سميحان غربي
- سيحة مبرد

### ف
- فردوس

### ق
- قائمقام كبير
- قبر العبد
- قبور الفاضل

### ك
- كبيبات

### م
- مدينة الرد
- مسيلة خربة الشيخ.
- مدينة عتي
- مثاليث

### هـ
- هياهي صغير
- هياهي كبير
- و
- الوردية